# ルキウス・アウレリウス・コッタ (紀元前65年の執政官)
ルキウス・アウレリウス・コッタ（ラテン語: Lucius Aurelius Cotta、生没年不明）は紀元前1世紀初期・中期の共和政ローマの政治家。紀元前65年に執政官（コンスル）、紀元前64年に監察官（ケンソル）を務めた。

## 出自
コッタはプレブス（平民）であるアウレリウス氏族である。氏族最初の執政官はガイウス・アウレリウス・コッタで、紀元前252年のことであった。いわゆるノビレス（新貴族）の氏族であるが、紀元前1世紀中頃にはセルウィルス氏族やカエキリウス氏族と並ぶ有力プレブス氏族となっていた。
カピトリヌスのファスティの該当部分は欠落しており、兄ガイウス（紀元前75年の政官）のファスティから、父のプラエノーメン（第一名、個人名）はマルクスであることがわかるが、祖父は不明である。父マルクスに関しては、名前以外は不明である。歴史家E. ベディアンは、父マルクスは紀元前144年の執政官ルキウス・アウレリウス・コッタ の末子の可能性があるとしているが、同時に正確な家系は不明と述べている。
コッタの母は紀元前105年の執政官プブリウス・ルティリウス・ルフスの妹であった。ルフスはノウス・ホモ（父祖に高位官職者を持たない新人）であるが、ローマの最有力な一族であるカエキリウス・メテッルス家に近かった。
コッタには2人の兄、ガイウスおよびマルクスがおり、共に執政官をつとめている。また姉または妹がいて、彼女がガイウス・ユリウス・カエサルの母アウレリアという説がある）。しかし、コッタ兄弟と何らかの関係があったという事実を除けば、アウレリアの出自は不明である（一般には紀元前119年の執政官ルキウス・アウレリウス・コッタの娘とされることが多い。スエトニウスは、アウレリアをコッタ兄弟の「近縁者」（propinquus）としていることから、歴史学者E. ベディアンはきょうだい説を否定している。

## 経歴

### 青年期
コッタは青年期に造幣官を務めたと思われる。クァエストル（財務官）およびアエディリス（按察官）に関しては不明である。
コッタに関する最初の記録と思われるのは紀元前82年のものである。スエトニウスがカエサルの伝記において、アウレリウス・コッタという人物に言及してる。マリウス派との内戦に勝利したスッラはマリウスの外甥である若きカエサルの殺害を命じるが、マメルクス・アエミリウス・レピドゥス・リウィアヌス（紀元前77年執政官）とアウレリウス・コッタの二人が、この若者を助けるように懇願した。二人はカエサルの血のつながった親戚あるいは義理の親戚であったが、スッラはついには助命に同意したが、神のお告げか彼自身の本能のいずれかに従って叫んだ。「よかろう。カエサルを助けよう。しかし貴兄らが懸命に助命に努力している人物は、いつか貴兄と私が守ったオプティマテス（門閥派）の大義を破滅させるだろう。一人のカエサルは多くのマリウスなのだ！」。このコッタは、兄ガイウスまたは本記事のルキウスと推定されている。

### プラエトル
コッタの経歴に関して、資料で正確に確認できるのは、紀元前70年にプラエトル（法務官）を務めたときのものである。この年の執政官ポンペイウスとクラッススは、スッラが終身ディクタトル（独裁官）時代に制定したコルネリウス法によって大幅に削減されていた護民官の権限を回復させるなど、法改定に着手し、コッタもその一員として法律改定を行った（lex Aurelia iudiciaria）。彼は権力乱用裁判の改革のための法律を制定した（その前に、別の、より急進的な改革プロジェクトが検討されていた可能性がある）。
これにより、スッラが定めていた元老院議員が判事を独占することはなくなったが、グラックス兄弟時代のエクィテス（騎士階級）のみに戻されることもなかった。判事の構成は3分の1は元老院議員、3分の1は騎士階級であり、残り3分の1は正規の騎士階級ではない有力市民（tribuni aerarii）とされた。この決定は門閥派とポプラレス（民衆派）の妥協、あるいは民衆派の譲歩とされる。何れにせよ、この改革は社会の不和の主な原因の一つを排除することに成功した。

### コンスル
紀元前66年末、コッタは次期執政官選挙に立候補した。選挙ではプブリウス・アウトロニウス・パエトゥスとプブリウス・コルネリウス・スッラに敗れたが、もう一人の落選者であるルキウス・マンリウス・トルクァトゥスと組んで、パエトゥスとスッラを選挙違反で告発した。裁判ではこれが認められ、二人は当選を取り消され、また政治活動も禁止された。再度選挙が行われた結果、コッタとトルクァトゥスが当選した。古代の資料は、この出来事とルキウス・セルギウス・カティリナの最初の陰謀とを関連付けている。また、第一次カティリナの陰謀にはカエサルとクラッススも関与していたとするものもある。これは紀元前65年の1月1日に、コッタとトルクァトゥスを殺害し、権力を掌握するというものであったが、計画が発覚して元老院が両者に護衛をつけたために失敗した。しかし現代の歴史学者の多くは、この話は後に反カエサル派が作ったプロパガンダに過ぎないと考えている。

### ケンソル
紀元前65年の監察官クィントゥス・ルタティウス・カトゥルス・カピトリヌスとクラッススは、ポー川以北の人々（トランスパダニ）に市民権を与えるかどうかで合意出来なかったために、任期満了前に辞任した。このため再度監察官選挙が実施され、コッタが当選した。しかし、同僚の名前は不明である。コッタが監察官を務めたことが分かったのは、プルタルコスの『対比列伝』のキケロの章に、「キケロが執政官選挙に立候補したとき（紀元前64年）、コッタが監察官であった」と記してあるからだ。コッタは元老院からの追放を恐れた護民官達の抵抗により、何もすることができなかった。

### キケロと
コッタは紀元前63年12月5日に開かれた、カティリナの共謀者に対する処置を決定するための元老院会議に出席している（共謀者は処刑）。その後、この陰謀が失敗に終わると、感謝祭の開催を提案し、大衆の支持を得た。キケロはカティリナの共謀者の処刑が正規の手続きを経ていない（元老院決定のみで民会での裁判が行われていない）として護民官プブリウス・クロディウス・プルケルに告訴され、ローマから追放されていたが、コッタは紀元前57年1月1日に、キケロの追放には何ら法的根拠がなく、それゆえ追放解除のための法制定も必要ないと所見を述べた。このとき、もし追放された時に自分が監察官であれば、キケロの名前を元老院議員名簿に残しておくべきだったろうとも述べたようである。その後、キケロはローマに戻ることが出来た。

### カエサルと
次にコッタの名前が歴史に登場するのは。紀元前49年である。このときポンペイウスはカエサルとの内戦の準備を進めており、彼の支持者に属州を分配していた。コッタとルキウス・マルキウス・ピリップス（紀元前56年執政官でカエサルの親戚）は、この属州分配から外されている。紀元前44年、コッタはシビュラの書を管理する15人委員会の一員となっていた。このときに、書によれば王だけがパルティアを倒すことができるとされ、カエサルを王位に付かせることをコッタが計画していると噂されていた。
コッタに関する最後の記録は、紀元前44年9月、すなわちカエサル暗殺から約半年後のことである。キケロは「コッタは絶望して、元老院に出席することはほとんどない」と書いている。

## 評価
キケロは執政官選挙に出馬し、選挙運動中に喉が乾いて水を飲んだ時、横に立っていた友人に向かって、大のワイン好きであったコッタを茶化してこう言ったという。「監察官（コッタ）が怒るかもしれないね - 水を飲んでいると言って」。一方キケロはコッタを「最も思慮深く、国家と私、そして何よりも真実を深く愛していた」、「傑出した才能と最も偉大な心を持った人」とも呼んでいる。

## 参考資料

### 古代の資料
- カピトリヌスのファスティ
- カッシウス・ディオ『ローマ史』
- ティトゥス・リウィウス『ローマ建国史』
- プルタルコス『対比列伝』
- ガイウス・サッルスティウス・クリスプス『カティリーナの陰謀』
- ガイウス・スエトニウス・トランクィッルス『皇帝伝』
- マルクス・トゥッリウス・キケロ弁論家について』
- マルクス・トゥッリウス・キケロ『アッティクス宛書簡集』
- マルクス・トゥッリウス・キケロ『カティリナ弾劾』
- マルクス・トゥッリウス・キケロ『スッラ弁護』
- マルクス・トゥッリウス・キケロ『ピリッピカ』
- マルクス・トゥッリウス・キケロ『家庭について』
- マルクス・トゥッリウス・キケロ『近親者宛書簡集』
- ガイウス・ユリウス・カエサル『内乱記』

### 研究書
- Bedian E. Zepion and Norban (Notes on the Decade of 100-90 BC) // Studia Historica. - 2010. - number X . - S. 162-207 .
- Egorov A. Julius Caesar. Political biography. - SPb. : Nestor-History, 2014 .-- 548 p. - ISBN 978-5-4469-0389-4 .
- Zarshchikov A. Family connections of Caesar and his early political career // New Age: through the eyes of the young. - 2003. - Issue. 1 . - S. 5-12 .
- Karetnikova V. Competition for magistrate positions in the Roman Republic of the 3rd - 1st centuries. BC e. - Yaroslavl, 2011 .-- 250 p.
- Lyubimova O. "The First Conspiracy of Catiline" and Mark Licinius Crassus // Antique World and Archeology. - 2015. - No. 17 . - S. 151-175 .
- Lyubimova O., Tariverdiyeva S. Caesar's conflict with Sulla: an adventure novel, propaganda or reality?  // Studia Historica. - 2015. - No. 14 . - S. 66-97 .
- Mommsen T. History of Rome. - SPb. : Nauka, 2005 .-- T. 3.
- Tsirkin Y. Civil wars in Rome. Defeated. - SPb. : Publishing house of St. Petersburg State University, 2006. - 314 p. - ISBN 5-288-03867-8 .
- Broughton R. Magistrates of the Roman Republic. - New York, 1952. - Vol. II. - P. 558.
- Cambridge Ancient History. - Cambridge: Cambridge University Press, 1976.
- Klebs E. Aurelia // Paulys Realencyclopädie der classischen Altertumswissenschaft . - 1896. - Bd. II, 2. - Kol. 2543.
- Klebs E. Aurelius 102 // Paulys Realencyclopädie der classischen Altertumswissenschaft . - 1896. - Bd. II, 2. - Kol. 2485-2487.
- Leach P. Pompey the Great. - London - New York: Routledge, 1978.
- Seager R. Pompey the Great: a political biography. - Oxford: Blackwell, 2002 .-- 176 p.